# Pramāna – Journal of Physics
Pramāna – Journal of Physics, kurz Pramana, ist eine wissenschaftliche Fachzeitschrift, die von der Indian Academy of Sciences (IAS) in Kollaboration mit der Indian National Science Academy (INSA), der Indian Physics Association (IPA) und dem Springer-Verlag herausgegeben wird.

## Geschichte
Pramāna wurde im Juli 1973 ins Leben gerufen, da die indische Physik bis dahin kein angemessenes zentrales Publikationsmedium besaß. Ihre Gründer waren die IAS in Bangalore und die INSA in Neu-Delhi, beides nationale Akademien der Wissenschaften, sowie die IPA als nationale Vereinigung der indischen Physiker in Mumbai. 

## Journaltitel
Als Titel des Periodikums wählte die Herausgebergemeinschaft das Sanskritwort Pramāna (in Sanskrit:प्रमाण), das „Quelle des Wissens“, „Beweis“ oder „Mittel des Wissens“  bedeutet. Der Begriff stammt aus der Religionsphilosophie und findet sich im Hinduismus und im Buddhismus.

## Beschreibung und Inhalte
Das Journal erscheint monatlich mit sechs Heften pro Jahrgang, also zwei Jahrgängen pro Kalenderjahr. Es wird in englischer Sprache herausgegeben. Die online-Version erscheint kontinuierlich. Alle Inhalte sind ab Jahrgang 1 (1973) kostenfrei über die Internetseite des Journals als PDF einsehbar. 
In der Zeitschrift erscheinen Forschungs- und Übersichtsartikel sowie Kurzmitteilungen aus allen Bereichen der Physik. Die Forschungsartikel durchlaufen zur Qualitätssicherung das Peer-Review-Verfahren (Begutachtung von wissenschaftlichen Texten). Es werden spezielle Ausgaben herausgegeben, die aktuellen Entwicklungen in einzelnen Bereichen der Physik gewidmet sind. 
Der Herausgeber beziehungsweise Chefredakteur der Zeitschrift ist Aswini Ghosh, Indian Association for the Cultivation of Science, Kolkata. Sein Vorgänger in diesem Amt war Umesh Vasudeo Waghmare. Wagmare war von 2022 bis 2024 Präsident der IAS.

## Impact Factor
Der Impact Factor von Pramāna beträgt laut dem mitherausgebenden Springer-Verlag 2,8 für das Jahr 2022, im Fünfjahresmittel lag er bei 2,0.

## Chefredakteure von Pramāna
- Aswini Ghosh (2021– )
- Umesh Waghmare (2015–2020)
- Rohini Godbole (2008–2014)
- H. R. Krishnamurthy (1998–2007)
- Rajaram Nityananda (Juli 1992–1997)
- Ramamurti Rajaraman (1990–Juni 1992)
- E. S. Raja Gopal (1982–1989)
- S. Ramaseshan (1973–1981)